# Круглоголовки
Круглоголо́вки (лат. Phrynocephalus) — род средних и мелких ящериц с широким и сильно уплощённым телом. Длина тела с хвостом до 25 см.

## Описание

### Внешний вид
Затылочный и спинной гребни не развиты. Голова короткая, закруглённая впереди. Горло пересекает поперечная кожная складка. Горловой мешок отсутствует. Хвост округлый, слегка уплощённый у основания, может спиралевидно закручиваться на спину. Ушное отверстие скрыто под кожей. Бедренные и анальные поры отсутствуют. На всех или некоторых пальцах задних ног развиты роговые зубчики. Часть верхней поверхности головы покрыта чешуйками, которые отличаются по величине от затылочной и височной чешуи, и называется шляпкой. Количество чешуй поперёк этой шляпки имеет значение для определения видов.

### Распространение
Распространены в аридной зоне юго-восточной Европы, Средней Азии, северо-западного Китая, Ирана, Афганистана, Пакистана, северной Африки и Аравийского полуострова. Вместе с ящерицами рода Eremias составляют ядро палеарктической фауны пустынь.

### Образ жизни и поведение
Предпочитают открытые пустынные ландшафты. Способны к рытью нор. В случае опасности или в ночное время для ряда видов характерно своеобразное зарывание в песок посредством быстрых боковых движений туловищем. Типичны характерные движения хвоста, которые имеют значение в демонстративном поведении и отличаются у разных видов.
Территориальны. Активность дневная.

### Питание
Питаются насекомыми и другими беспозвоночными.

### Размножение
Большинство видов круглоголовок яйцекладущие, в кладке от 1 до 7 яиц. Существует 4 живородящих вида (P. forsithii, P. theobaldi, P. vlangalii, P. zetangensis), ареал которых ограничен Тибетским плато.

## Классификация
Род включает около 40 видов. Это число нельзя считать окончательным, продолжаются уточнения таксономического статуса отдельных форм.
- Phrynocephalus albolineatus (Zhao, 1979)
- Phrynocephalus alticola Peters, 1984 — высокогорная круглоголовка
- Phrynocephalus arabicus (Anderson, 1894) — арабская круглоголовка
- Phrynocephalus arcellazzii (Bedriaga, 1909)
- Phrynocephalus axillaris (Blanford, 1875)
- Phrynocephalus birulai (Tzarevsk, 1927)
- Phrynocephalus clarkorum (Anderson & Leviton, 1967) — круглоголовка Кларков
- Phrynocephalus elegans (Tzarevsk, 1927)
- Phrynocephalus euptilopus (Alcock & Finn, 1897)
- Phrynocephalus forsythii (Anderson, 1872)
- Phrynocephalus geckoides (Bedriaga, 1909)
- Phrynocephalus golubewii (Shenbrot & Semyonov, 1990)
- Phrynocephalus guinanensis (Ji, Wang & Wang, 2009) Zootaxa
- Phrynocephalus guttatus (Gmelin, 1789) — круглоголовка-вертихвостка
- Phrynocephalus helioscopus (Pallas, 1773) — такырная круглоголовка
- Phrynocephalus hongyuanensis (Zhao, Jiang & Huang, 1980)
- Phrynocephalus horvathi (Mehely, 1894) — закавказская такырная круглоголовка
- Phrynocephalus interscapularis (Lichtenstein, 1856) — песчаная круглоголовка
- Phrynocephalus laungwalaensis (Prakash, 1980)
- Phrynocephalus lidskii (Bedriaga, 1909)
- Phrynocephalus luteoguttatus (Boulenger, 1887) — жёлтопятнистая круглоголовка
- Phrynocephalus maculatus (Anderson, 1872) — пятнистая круглоголовка
- Phrynocephalus melanurus (Eichwald, 1831) — зайсанская круглоголовка
- Phrynocephalus moltschanowi (Nikolsky, 1913) — круглоголовка Молчанова
- Phrynocephalus mystaceus (Pallas, 1776) — ушастая круглоголовка
- Phrynocephalus nasatus (Golubev & Dunayev, 1995)
- Phrynocephalus ornatus (Boulenger, 1887) — украшенная круглоголовка
- Phrynocephalus parvulus (Tzarevsky, 1927)
- Phrynocephalus parvus (Bedriaga, 1909)
- Phrynocephalus persicus (De Filippi, 1863)
- Phrynocephalus przewalskii (Strauch, 1876) — круглоголовка Пржевальского
- Phrynocephalus pylzowi (Bedriaga, 1909)
- Phrynocephalus raddei (Boettger, 1888) — закаспийская круглоголовка
- Phrynocephalus reticulatus (Eichwald, 1831) — сетчатая круглоголовка
- Phrynocephalus roborowskii (Bedriaga, 1909) — круглоголовка Роборовского
- Phrynocephalus rossikowi (Nikolsky, 1898) — хентаунская круглоголовка
- Phrynocephalus salenskyi (Bedriaga, 1909) — круглоголовка Заленского
- Phrynocephalus scutellatus (Olivier, 1807)
- Phrynocephalus sogdianus (Chernov, 1959) — согдианская круглоголовка
- Phrynocephalus steindachneri (Bedriaga, 1909)
- Phrynocephalus strauchi (Nikolsky, 1899) — круглоголовка Штрауха
- Phrynocephalus theobaldi (Blyth, 1963) — Тибетская круглоголовка
- Phrynocephalus versicolor (Strauch, 1876) — пёстрая круглоголовка
- Phrynocephalus vlangalii (Strauch, 1876)
- Phrynocephalus zetanensis Wang et al., 1996

## Галерея

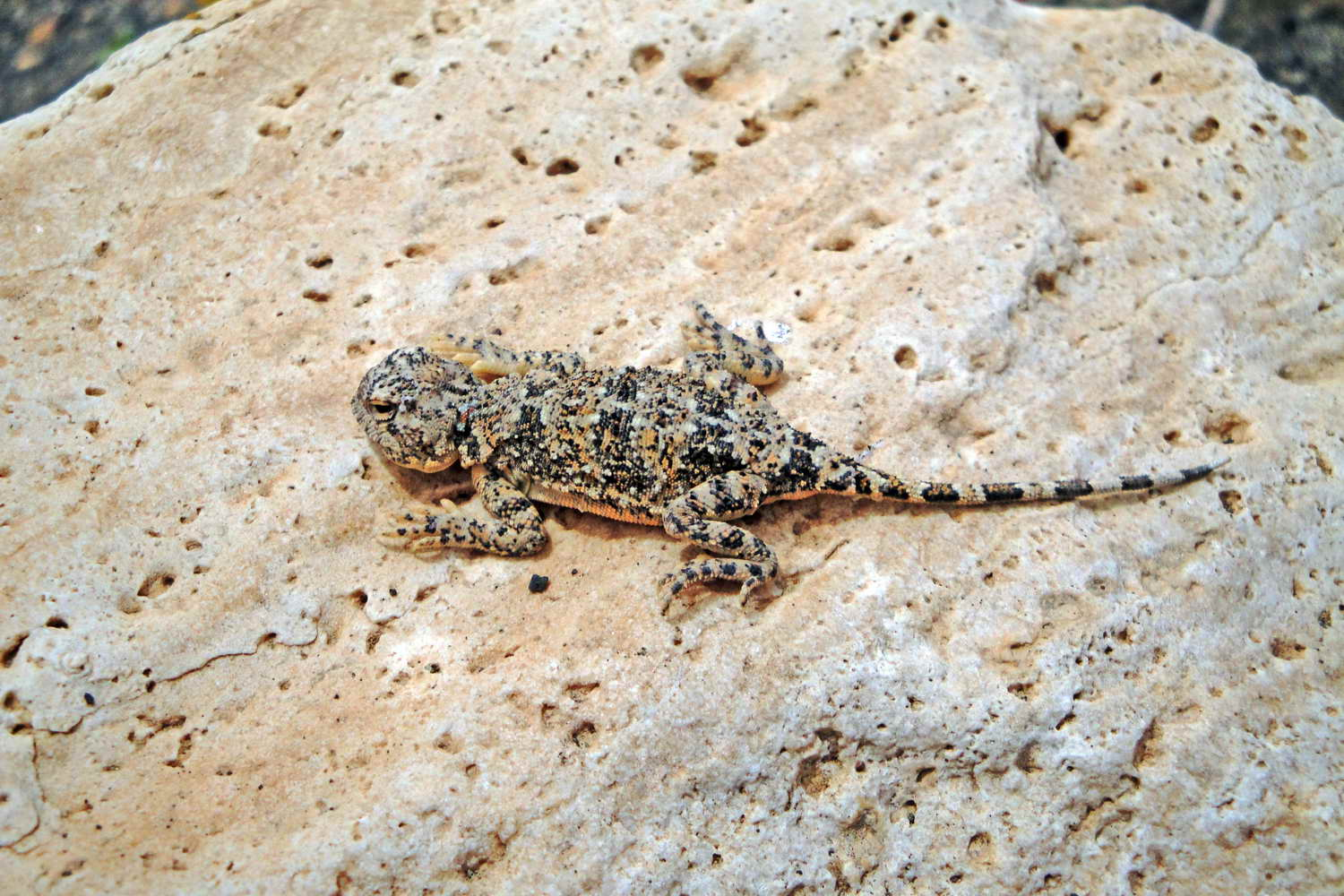
Круглоголовка Хорвата (Phrynocephalus horvathi)
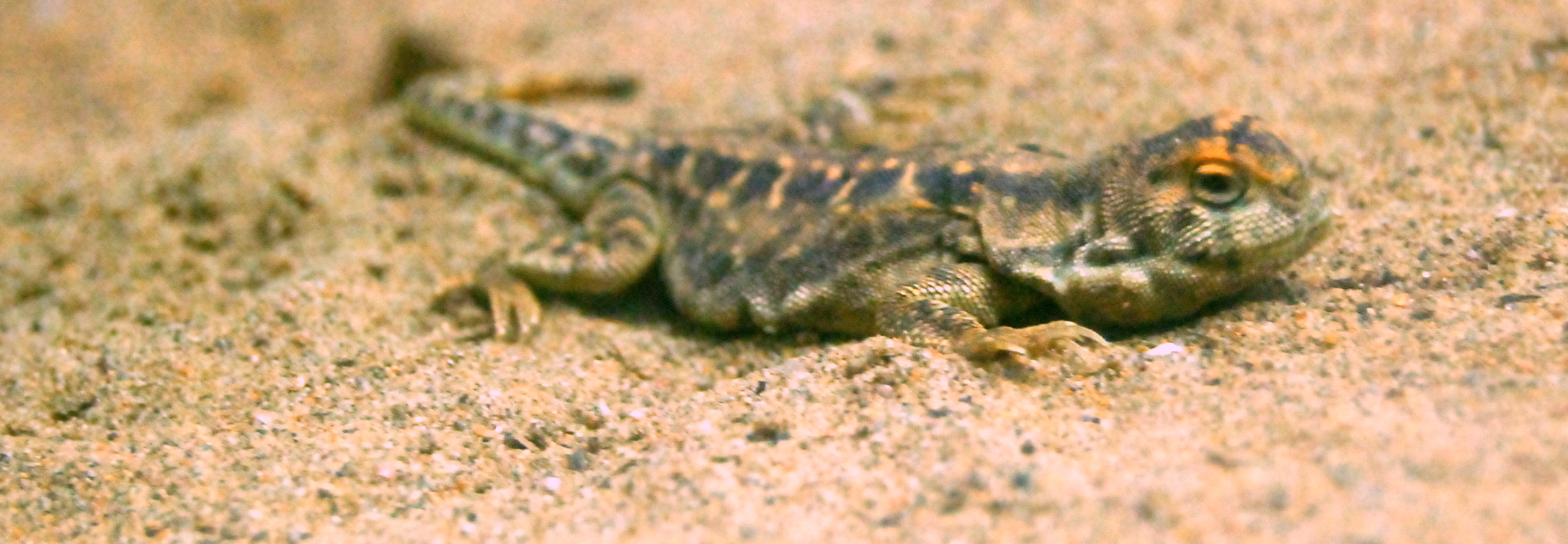
Phrynocephalus vlangalii
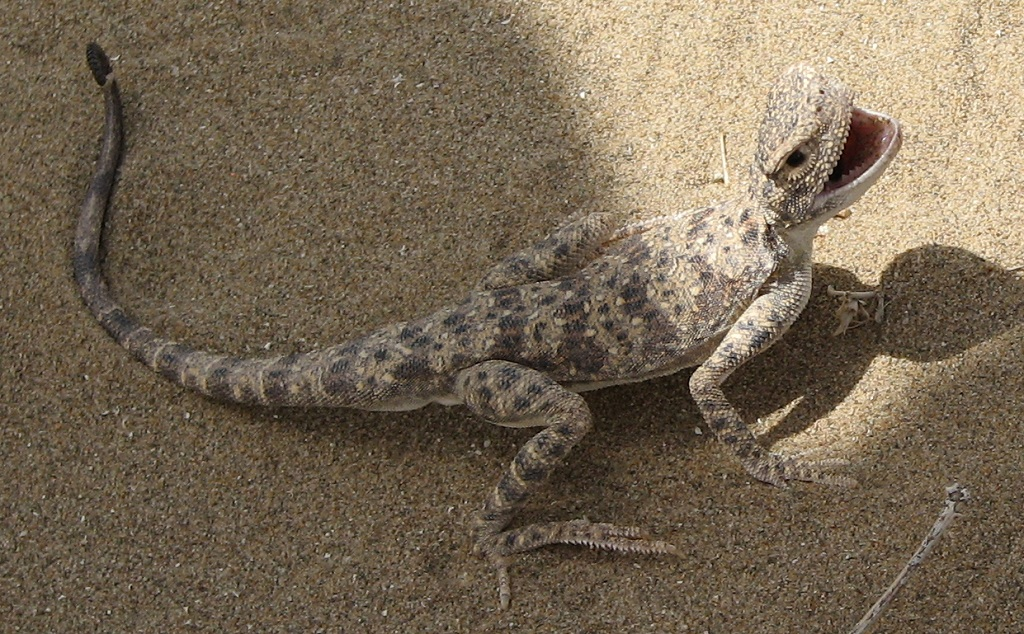
Phrynocephalus scutellatus

## Некоторые отличительные признаки
Признаки, отличающие круглоголовок от представителей других семейств агамовых, распространённых на территории бывшего СССР: отсутствие видимых барабанных перепонок, способность хвоста закручиваться вверх, округлые сверху (не сердцевидные или треугольные) очертания головы.
Для определения вида круглоголовки важна часть верхней поверхности головы с чешуйками, отличающимися от чешуек на затылочной и височной части, называемая шляпкой. Часто вид можно определить по количеству чешуек поперёк шляпки, по линии, проходящей между центрами глаз. Также вид часто определяется по характерным движениям хвоста.